# Fútbol sala
El futsal, inicialmente denominado indoor soccer, y conocido también como fútbol de salón, fútbol sala o microfútbol, es un deporte creado por el profesor uruguayo Juan Carlos Ceriani, en 1930, que adapta diversas normas del fútbol, el baloncesto, el balonmano y el waterpolo en una disciplina diferente que se juega en espacios reducidos, sobre piso liso y en establecimientos cubiertos. En sus normas generales, el futsal toma del baloncesto el número de jugadores (cinco por equipo), el tiempo de juego (40 minutos divididos en dos tiempos de 20 minutos) y el posicionamiento de algunos jugadores; del balonmano las medidas de la cancha (40 metros por 20 m.), las porterías (tres metros de largo por dos de alto y uno de profundidad) y la prohibición de lanzar la pelota desde cualquier posición; y del waterpolo las delimitaciones del arquero. La mayor parte de su reglamento se tomó del fútbol tradicional, como el uso de la pelota con el pie al igual que los movimientos corpóreos del ejercicio; con una única diferencia, que la pelota utilizada es más pequeña y pesada, para impedir el pique de la misma y mantener su uso constantemente en los pies de los deportistas.
El deporte, que su creador denominó inicialmente como indoor soccer, fue inventado en Montevideo, Uruguay, por el uruguayo Juan Carlos Ceriani, un profesor de educación física que trabajaba en la Asociación Cristiana de Jóvenes, uno de los movimientos sociales juveniles más antiguos del mundo, debido al fervor por el fútbol causado por el triunfo de Uruguay en la Copa Mundial de Fútbol de 1930 y en los Juegos Olímpicos de París 1924 y Ámsterdam 1928. El deporte ganó rápidamente popularidad en sus primeros años de existencia y rápidamente se expandió por América del Sur y el resto del mundo.
Al ser el futsal un deporte similar al fútbol, algunos pueden afirmar que es una variante de este último, aunque en realidad es un deporte diferente con historia e identidad propias cuyo reglamento se estableció como un compendio de normas de cuatro deportes bien diferenciados entre sí, lo que lo convierte en una disciplina deportiva única con diferencias marcadas a cualquier otro deporte, entre ellos el fútbol de campo, que lo posicionan en una situación similar a las de pádel y al tenis de mesa respecto del tenis, al softbol del béisbol, al fútbol americano del rugby y una variedad de disciplinas deportivas que son similares pero a la vez diferentes de otras.
Actualmente, hay tres entidades reguladoras internacionales de este deporte, la Asociación Mundial de Futsal (AMF), la Federación Internacional de Fútbol de Salón (FIFUSA) y la Federación Internacional de Fútbol Asociado (FIFA), cada una regulando sus propias competencias y con reglamentos de juego diferentes. Aunque las primeras dos organizaciones suelen utilizar el reglamento tradicional, la FIFA implementó algunas modificaciones a las reglas originales para hacerlo parecer más al fútbol de campo, razón por la cual algunos especialistas sostienen que son dos deportes diferentes, llamándolos futsal o fútbol de salón en el caso de AMF y FIFUSA y también futsal o fútbol sala en el caso de la FIFA.

## Historia

### Creación
La creación de este deporte se remonta a 1930 en Montevideo, año de la primera Copa del Mundo de 1930 organizada y ganada por Uruguay. Los jóvenes se sentían eufóricos por practicar el fútbol sin tener en cuenta el tamaño o el tipo de superficie. Eran pocas las canchas para practicarlo y permanecían llenas, obligando a niños y jóvenes a jugar en las calles y en terrenos más pequeños. 
Fue el profesor Juan Carlos Ceriani, de la Asociación Cristiana de Jóvenes (YMCA) de Montevideo, quien llevó su práctica a escenarios cerrados. Se le ocurrió adaptar las normas del fútbol, combinándolas con reglas de otros deportes como el balonmano y el waterpolo a un campo pequeño y duro. Del baloncesto tomó el número de jugadores, cinco por cada equipo, y el tiempo total de juego de cuarenta minutos; del balonmano el tamaño de las porterías, el balón de escaso rebote y las medidas del campo; y del waterpolo las reglas referentes al arquero/portero. Inicialmente se le llamó «fútbol de sala» y causó sensación en Uruguay, pasando posteriormente al resto de Sudamérica y extendiéndose por todos los países. Se desarrolló originalmente para jugar en canchas de baloncesto. La idea fue crear un juego que se pareciera al fútbol, pero que se pudiera jugar tanto en campo abierto como cerrado. Y se volvió muy popular en Uruguay después que este país ganara la Copa del Mundo de 1930, además de medallas olímpicas en los Juegos Olímpicos de 1924 y 1928.

### Expansión internacional
A partir de la segunda mitad del siglo XX, el fútbol de salón desarrolla su expansión internacional, cuando llega a Brasil, de la mano de los profesores Joao Latufo y Julian Haranczyk, quienes adaptaron el deporte a las necesidades de los establecimientos educativos del país. En 1956, los profesores Habib Maphuz y Luiz Gonzaga de Oliveira Fernades, de la Asociación Cristiana de Jóvenes de São Paulo, realizaron algunas modificaciones al reglamento original para permitir que los adultos mayores pudieran practicar el deporte. El Libro de Reglas del Futsal redactado por Luiz de Oliveira fue el reglamento que se terminó expandiendo a distintos países de América del Sur. Uno de los principales difusores del deporte por estas épocas fue el periodista José Antonio Ingléz, a quien se le acredita haber inventado la palabra futsal con la cual se daría a conocer en el mundo la disciplinas años después.

### Primeras organizaciones
En 1965, se creó la Confederación Sudamericana de Fútbol de Salón (CSFS), primera organización internacional de este deporte. En ese año también se disputó el primer campeonato internacional de selecciones, el Sudamericano de Futsal disputado en Asunción del Paraguay, con la participación de las selecciones nacionales de Argentina, Brasil, Paraguay y Uruguay.
Esta confederación junto con las federaciones nacionales de Argentina, Bolivia, Brasil, Paraguay, Perú, Portugal y Uruguay fundaron, en 1971, la Federación Internacional de Fútbol de Salón (FIFUSA) en São Paulo, con el fin de reglamentar el deporte a nivel mundial y organizar torneos internacionales, entre ellos, el Campeonato Mundial de Futsal de la FIFUSA cuyos primeras ediciones fueron Brasil 1982, España 1985 y Australia 1988. Joao Avelange fue su primer presidente, acompañado por Luiz Gonzaga de Oliveira como secretario general y posteriormente otros seis más. La FIFUSA se mantuvo como organización independiente hasta su disolución en el año 2002.

### Conflicto entre FIFUSA y FIFA
A finales de 1985 y ante la crisis económica de la FIFUSA y sus afiliados, en parte por la presión ejercida por la entidad matriz del fútbol (FIFA), diversos países, encabezados por Brasil, decidieron solicitar al entonces presidente de la FIFA João Havelange, así como a su secretario general Joseph Blatter, que esta organización incorporase el fútbol sala a la organización de la FIFA.
En 2000, problemas internos y denuncias contra la FIFUSA hicieron que muchas de sus federaciones y confederaciones miembros la abandonasen. Después, surgió la alternativa de intentar la unificación de las mismas con la FIFA, pero el acuerdo no prosperó. Finalmente, las confederaciones que no lograron el acuerdo para unificar el deporte con la FIFA, decidieron conformar la Asociación Mundial de Futsal (AMF) en 2002, con sede central en Asunción, Paraguay.

### Llegada delsigloXXI
La nueva organización continuó el legado dejado por la FIFUSA, y continuó con la labor, al organizar sus torneos mundiales y continentales. Al principio con dificultades por el conflicto que mantenía (y aún mantiene) con la FIFA por el control del deporte, por el uso de la palabra «fútbol» y por el reclutamiento de algunos de sus jugadores y dirigentes a la FIFA. Sin embargo ha logrado superar las dificultades al forjar nuevos talentos deportivos y directivos, además de constituir nuevas confederaciones continentales y nacionales en cada país y lograr una importante expansión. Incluso, la AMF es reconocida oficialmente por la Asociación Internacional de Juegos Mundiales (IWGA), organizadores de los Juegos Mundiales, entidad apoyada por el Comité Olímpico Internacional (COI), organizadores de los Juegos Olímpicos.

### Actualidad
En 2022, se produjo la reactivación deportiva e institucional de la FIFUSA. La organización se mantuvo activa jurídicamente en Brasil desde 2015, pero no fue hasta julio de 2022 que se celebró el Congreso Internacional de Fútbol de Salón en Bucaramanga, Colombia, del que participaron delegados de 15 países de cuatro continentes, que se decide retomar la actividad deportiva que estuvo interrumpida durante más de 20 años.
Los primeros torneos realizados en el marco del relanzamiento de la FIFUSA fueron el Mundial femenino de 2023 en Argentina y el Mundial masculino de 2024 en Colombia.
Como consecuencia, se presentó una división de la organización del futsal en tres federaciones internacionales diferentes que buscan regular este deporte compitiendo entre sí. Estas entidades son la Asociación Mundial de Futsal (AMF), la Federación Internacional de Fútbol de Salón (FIFUSA) y la Federación Internacional de Fútbol Asociado (FIFA), generando una disputa tripartita por el dominio del futsal a nivel mundial.

## Reglamentos
La AMF, la FIFUSA y la FIFA tienen reglamentos diferentes, con aspectos compartidos.

### Reglas del futsal
1. Ambos equipos están integrados por cinco jugadores de campo y siete en el banquillo (mínimo dos para iniciar el juego).
2. Los jugadores no pueden tocar el balón con la mano, con la excepción de los arqueros/porteros, dentro de sus correspondientes áreas.
3. El objetivo del juego es realizar goles, introduciendo la pelota en su totalidad dentro del arco/portería enemiga.
4. Se juega en canchas de suelo rígido, más pequeñas que las del fútbol, variando su tamaño según la asociación.
5. Los arcos/porterías deben de ser más pequeños de lo normal contando con 2 m de alto, 3 m de ancho y 75 cm de profundidad.
6. El balón es más pequeño, con menor circunferencia y bote/rebote que las de fútbol, con diferencias de tamaño según la asociación.
7. Se permiten cambios ilimitados.
8. Se utiliza un régimen especial de faltas, que establece que a partir de la quinta falta de equipo en cada tiempo, se debe patear un tiro libre sin barrera, «doble penalti» o «doble penal», desde un «punto de castigo» algo más distanciado que el penal tradicional por falta en el área propia.
9. Se permite la sustitución del jugador expulsado después de unos minutos.

### Duración del partido
El partido de futsal se realizará en dos tiempos de veinte minutos cada uno, separados por un descanso de diez minutos. El cronómetro se detiene cuando el balón no está en juego, y solo se prolongará dicho tiempo para el cobro de un penal o un doble penal desde el «punto de castigo (punto penal)» (nueve metros).

### Diferencias según asociación
Las reglas del futsal difieren según se trate de la AMF, la FIFUSA o la FIFA. 
| Diferencias AMF, FIFUSA y FIFA \| Regla \| AMF/FIFUSA \| FIFA \| \| ------------------------------ \| ------------------------------------- \| ----------------------------------------- \| \| Circunferencia del balón \| 58 a 60 cm \| 62 a 64 cm \| \| Peso del balón \| 450 a 470 g \| 400 a 440 g \| \| Presión del balón \| 9 lbs \| 9 lbs \| \| Largo de la cancha \| 30 a 40 m \| 38 a 42 m \| \| Ancho de la cancha \| 16 a 20 m \| 20 a 25 m \| \| Distancia en doble penal \| 9 metros de distancia \| 10 metros de distancia \| \| Cambios (juego detenido) \| No \| No \| \| Cambios (aviso del árbitro) \| No \| No \| \| Faltas acumulables a jugadores \| Sí \| No \| \| Barrera \| 3 m \| 5 m \| \| Saque lateral \| Con las manos \| Con los pies \| \| Tiro de esquina \| Con las manos \| Con los pies \| \| Saque de arquero/portero \| El balón debe tocar el campo propio \| El balón puede o no tocar en campo propio \| \| Arquero/portero \| Sólo puede salir hasta el medio campo \| Puede salir sin limitaciones \| \| Tarjeta azul \| Sí \| No \| |                                       |                                           |
| Fuente: Cuna del Futsal. |                                       |                                           |
| Regla | AMF/FIFUSA                            | FIFA                                      |
| Circunferencia del balón | 58 a 60 cm                            | 62 a 64 cm                                |
| Peso del balón | 450 a 470 g                           | 400 a 440 g                               |
| Presión del balón | 9 lbs                                 | 9 lbs                                     |
| Largo de la cancha | 30 a 40 m                             | 38 a 42 m                                 |
| Ancho de la cancha | 16 a 20 m                             | 20 a 25 m                                 |
| Distancia en doble penal | 9 metros de distancia                 | 10 metros de distancia                    |
| Cambios (juego detenido) | No                                    | No                                        |
| Cambios (aviso del árbitro) | No                                    | No                                        |
| Faltas acumulables a jugadores | Sí                                    | No                                        |
| Barrera | 3 m                                   | 5 m                                       |
| Saque lateral | Con las manos                         | Con los pies                              |
| Tiro de esquina | Con las manos                         | Con los pies                              |
| Saque de arquero/portero | El balón debe tocar el campo propio   | El balón puede o no tocar en campo propio |
| Arquero/portero | Sólo puede salir hasta el medio campo | Puede salir sin limitaciones              |
| Tarjeta azul | Sí                                    | No                                        |

## Jugadores
Los jugadores más representativos de la disciplina en cada ente han sido: 
| AMF/FIFUSA | Jhon Pinilla | FIFA | Alessandro Vieira. |

## Formaciones y posiciones
Hay distintas formaciones en futsal: 1-3 con un defensa, dos extremos y un delantero / 2-2 también llamada cuadrado en la que hay dos defensas y dos delanteros / 4-0 con jugadores universales, la mayoría de las veces con extremos y defensas. Si hay una expulsión, se puede jugar con un 2-1 o un 1-2, depende de la formación del atacante.
Arquero/portero: es el jugador cuyo principal objetivo es evitar que el balón entre en su portería durante el partido. El arquero/portero podrá incorporarse al ataque y actuar como un jugador más. En su propio campo solo tiene cuatro segundos de posesión de balón y no se podrá jugar con él. Cierre/Último: jugador que se ubica por delante del arquero/portero como base de la línea de tres jugadores al ataque y es el último jugador de campo a la defensiva. Este jugador suele ser el que mueve el juego. Ala/Lateral: se ubican sobre las bandas. Deben subir y bajar sin parar y buscar siempre el apoyo a sus compañeros. Pívot: jugador del equipo más cercano a la portería rival, que cumple funciones ofensivas (de recibir y jugar el balón a espaldas de la portería). Este jugador debe estar en constante movimiento, en busca de cualquier espacio para ofrecer un pase a un jugador sin marca.

## Fundamentos técnicos y tácticas

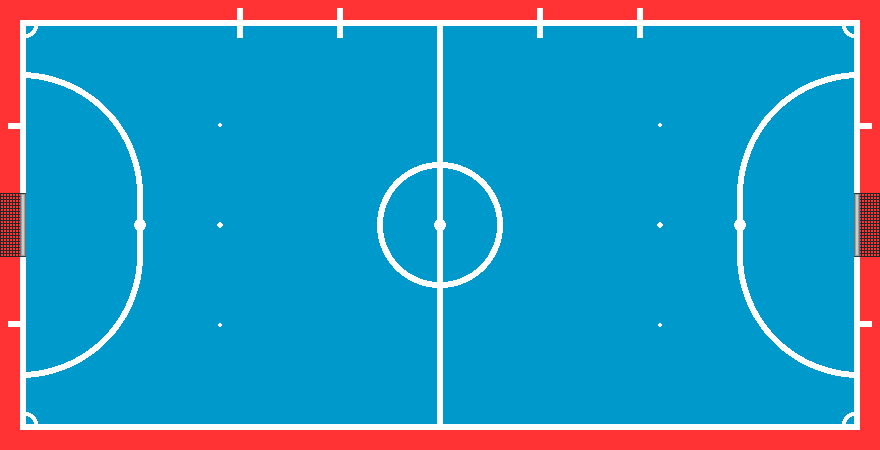
Cancha de futsal.

1. Pases: es la acción de entregar el balón a otro en la mayor precisión posible. Pueden ser cortos, medios o largos, en función de la distancia. Según su trayectoria serán ascendentes, descendentes, parabólicos o a ras de suelo; y según su dirección, variarán en  lateral, retrasados y en diagonal.
2. Conducción: es un gesto imprescindible para adquirir una buena técnica, ya que es la base para dominar el pase, la conducción y el tiro. Es necesario controlar la superficie de contacto con el balón, la suavidad del toque, la presión y el equilibrio de todo el cuerpo para conseguir la máxima eficacia. Puede ser con la planta del pie o con la punta.
3. Regate: se utiliza para superar a uno o varios adversarios sin perder el dominio del balón. El regate se puede realizar sin finta previa, con un cambio de ritmo brusco para desequilibrar al defensor y sortearlo sin que tenga tiempo para reaccionar, o bien, con finta previa, en el que el jugador que está en posesión del balón realiza el regate en función de la reacción que previamente tiene la defensa. Existen varios tipos de regate, como el de protección (acción de interponer el cuerpo entre el balón y el oponente), el recorte (cambiar el balón de una pierna a otra amagando el pase o tiro a puerta), el rastrillo (cambio de dirección del balón con la planta del pie), la bicicleta (pasar los pies alternadamente por encima del balón en movimiento o posición), entre otros.
4. Tiro a portería: se refiere a la acción de golpear el balón con cualquiera de las superficies de contacto permitidas, en dirección a la portería contraria y con la finalidad de marcar un gol.

### Principios defensivos
Se refiere a las acciones tácticas sin la posesión del balón. En ellas encontramos: 
1. Repliegue. Movimiento hacia portería propia una vez que se ha perdido la posesión del balón. Puede ser de dos formas: intensivo, cuando está más cerca de nuestra portería, o no intensivo, cuando perdemos el balón en una zona más alejada de nuestra portería. A su vez, según la posición de los jugadores, se puede dividir en: posicional, cuando cada jugador recupera su posición original, o no posicional, cuando el jugador se queda en el lugar donde ha finalizado la jugada.
2. Temporización. Acción que realiza un equipo para evitar la progresión del contrario cuando se pierde el balón, con el objetivo de dar tiempo a que el equipo se coloque defensivamente. Se trata de una presión al contrario que lleva el balón impidiéndole su avance e incomodándolo para recuperar las posiciones defensivas.
3. Vigilancias. Acciones de observación que realizan los defensas a los contrarios que no participan directamente en la jugada, para posibles ayudas ante el desborde por parte de un contrario.
4. Cobertura. Movimiento de ayuda a un compañero que ha sido desbordado por el poseedor del balón.
5. Permuta. Acción de ocupar la posición del compañero que le ha hecho la cobertura, pasando a defender a la marca de su compañero.
6. Marcaje. Acción que se realiza sobre los adversarios para evitar que avancen con el balón o reciban el balón. Podemos diferenciar tres tipos: individual, cuando cada jugador se ocupa de marcar al mismo rival, en zona, cuando cada jugador defiende al rival que ocupa su zona, y mixto, que sería una combinación de ambos.
7. Presión. Acción que se realiza sobre los rivales con el fin de impedir su progresión o recuperar el balón. Puede variar en intensidad o en el lugar donde se realiza.
8. Anticipación. Movimiento que supone un adelantamiento al rival que va a recibir el balón, cuando le realizan un pase para interceptarlo antes de que lo alcance.
9. Carga. Acción de pequeño choque reglamentario sobre el contrario mediante la disputa del balón con el fin de recuperarlo. Es importante que sea una carga no violenta y sin utilizar los brazos, ya que sería una acción antirreglamentaria.
10. Entrada. Movimiento que realiza un defensor sobre un rival con la intención de quitarle el balón.
11. Interceptación. Acción de impedir que el balón consiga llegar a su objetivo, cambiando o interrumpiendo su trayectoria. Se diferencia de la anticipación en que es una acción que se realiza directamente sobre el balón.

### Principios ofensivos
Se refiere a las acciones con posesión del balón. En ellas encontramos:
1. Ataque. Acción que pretende conseguir marcar un gol en la portería rival. Suele dividirse en tres momentos importantes: movimientos de apertura, elaboración de la jugada y finalización, aunque puede que por lances del juego no se den todas.
2. Contraataque. Movimiento rápido de cambio defensa-ataque. Una vez que se recupera el balón se inicia el proceso lo más rápido posible, para ganar una superioridad y evitar el repliegue defensivo del contrario. Para que sea efectivo se recomienda que el balón vaya dirigida por el jugador que ocupa el centro de la pista.
3. Apoyo. Movimiento que pretende ofrecer una ayuda a un compañero que tiene la posesión del balón.
4. Rotación. Movimientos de cambio de posiciones en el campo de un equipo intentando no perder el orden por una posible pérdida del balón.
5. Desmarque. Movimiento que realiza un jugador para zafarse de su rival e intentar encontrar una ventaja, para continuar con la posesión o marcar un gol.
6. Espacio libre. Es aquel que se consigue mediante los movimientos ofensivos, con el fin de ocuparlo y aprovecharlo para conseguir gol. La forma de crearlo es sacando a nuestro defensor de la zona que ocupa para que un compañero aproveche ese espacio.
7. Pared. Medio técnico-táctico que consiste en driblar contrarios a través de un pase y una devolución.
8. Conservación del balón. Acción de mantener el control del balón con el fin de conseguir el objetivo que se pretende, ya sea meter gol o mantener la posesión.
9. Ritmo de juego. Movimientos y acciones del juego que varían en ritmo e intensidad.
10. Control del juego. Movimientos que realiza un equipo para dominar el juego en el transcurso del partido.

## Período de juego
Un partido de futsal dura cuarenta minutos y se divide en dos tiempos de veinte  minutos cada uno, parando el cronómetro cada vez que el balón no esté en juego, más las pausas de menos de un minuto una por parte y equipo que los entrenadores deseen hacer (tiempo muerto). 
En partidos de eliminación directa, si un encuentro termina en empate, se jugarán dos tiempos suplementarios de cinco minutos c/u, con lo cual se jugarán diez, minutos en total de suplementario (cincuenta minutos en total del partido). De persistir el empate, se recurrirá a la ronda de penales, la cual consiste en una ronda de tres, y si en caso ambos equipos ya patearon sus tres penales c/u y siguen empatados la llave pasa a ser de muerte súbita (rondas de uno) hasta dar con el ganador.
Con un periodo de intermedio de diez o quince minutos. Este se utiliza como el descanso del partido, no se cuenta en el cronómetro.
El club organizador deberá tener como mínimo dos balones dispuestos para la celebración del encuentro, los cuales deberán ser presentados a los árbitros en su vestuario para su control, siendo estos responsables de los mismos hasta su devolución al equipo a la finalización del encuentro.
El balón es esférico, de cuero u otro material adecuado, con una circunferencia de entre 62 y 64 centímetros en AMF es más pequeño y al dejarlo caer desde una altura de dos metros, no deberá rebotar más de cincuenta centímetros; en AMF el rebote es menor. Ésta es la diferencia fundamental entre un deporte y el otro.

## Entes rectores
Las tres entidades rectoras internacionales más importantes son la Asociación Mundial de Futsal, la Federación Internacional de Fútbol de Salón (FIFUSA) y Federación Internacional de Fútbol Asociado (FIFA). La FIFUSA fue fundada en 1971, es la organización reguladora original del deporte, desapareció de la actividad deportiva en 2002 y se reactivó en 2022 para recuperar los espacios que perdió durante los últimos 20 años. La AMF, formada en 2002, considerada como la sucesora de facto de la actividad deportiva de la FIFUSA, al momento de su desaparición. La FIFA, entidad reguladora del fútbol, comenzó a tener interés en controlar el futsal a mediados de la década de 1980 con el nombre de fútbol-5, con intenciones de unificarla con las actividades de FIFUSA bajo su ala, pero las negociaciones entre ambas entidades fracasaron y cada una continuó desarrollando sus versiones de futsal por separado.
| Entes rectores del fútbol de salón, fútbol sala o microfútbol | Entes rectores del fútbol de salón, fútbol sala o microfútbol                        | Entes rectores del fútbol de salón, fútbol sala o microfútbol | Entes rectores del fútbol de salón, fútbol sala o microfútbol |
| Ámbito/región                                                 | Federación/confederaciones                                                           | Federación/confederaciones                                    | Federación/confederaciones                                    |
| ------------------------------------------------------------- | ------------------------------------------------------------------------------------ | ------------------------------------------------------------- | ------------------------------------------------------------- |
| Mundial                                                       | Asociación Mundial de Futsal (AMF)                                                   | Federación Internacional de Fútbol de Salón (FIFUSA)          | Federación Internacional de Fútbol Asociado (FIFA)            |
| África                                                        | Confederación Africana de Fútbol de Salón (CAFUSA)                                   | FIFUSA África                                                 | Confederación Africana de Fútbol (CAF)                        |
| América Central, del Norte y el Caribe                        | Confederación de Norte y Centroamérica y el Caribe de Fútbol de Salón (CONCACFUTSAL) | FIFUSA Norteamérica y el Caribe                               | CONCACAF                                                      |
| América del Sur                                               | Confederación Sudamericana de Fútbol de Salón (CSFS)                                 | FIFUSA Sudamérica                                             | CONMEBOL                                                      |
| Asia                                                          | Confederación Asiática de Fútbol de Salón (CAFS)                                     | FIFUSA Asia                                                   | Confederación Asiática de Fútbol (AFC)                        |
| Europa                                                        | Asociación de Federaciones Europeas de Fútbol de Salón (AFEFS)                       | Federación Europea de Futsal (FEF)                            | UEFA                                                          |
| Oceanía                                                       | Confederación Oceánica de Fútbol de Salón (OFC)                                      | FIFUSA Oceanía                                                | Confederación Oceánica de Fútbol (OFC)                        |

## Campeonatos más importantes
En la actualidad, existen tres entes rectores internacionales de futsal, la AMF, la FIFUSA y la FIFA. Las tres entidades organizan diferentes campeonatos paralelos bajo sus propios reglamentos. Estos serían los principales torneos de cada organización en cada categoría.

### Selecciones absolutas
| Ámbito/región                          | FIFA                                                                  | AMF                                             | FIFUSA                                                                     |
| Competiciones masculinas               | Competiciones masculinas                                              | Competiciones masculinas                        | Competiciones masculinas                                                   |
| -------------------------------------- | --------------------------------------------------------------------- | ----------------------------------------------- | -------------------------------------------------------------------------- |
| Mundial                                | Copa Mundial de fútbol sala de la FIFA                                | Campeonato Mundial de Futsal de la AMF          | Campeonato Mundial de Futsal de la FIFUSA                                  |
| Mundial                                | Copa Confederaciones de fútbol sala                                   | Copa del Mundo de Selecciones Nacionales        | Sin equivalente                                                            |
| Mundial                                | Finalissima de Futsal                                                 | Sin equivalente                                 | Sin equivalente                                                            |
| África                                 | Campeonato Africano de Futsal                                         | Sin equivalente                                 | Eliminatorias Africanas Mundial Futsal FIFUSA[cita requerida]              |
| América Central, del Norte y el Caribe | Campeonato de Futsal de Concacaf                                      | Sin equivalente                                 | Eliminatorias Norteamericanas Mundial Futsal FIFUSA[cita requerida]        |
| América del Sur                        | Copa América de fútbol sala                                           | Campeonato Panamericano de la PANAFUTSAL        | Sin equivalente                                                            |
| América del Sur                        | Eliminatorias Sudamericanas para la Copa Mundial de Futsal de la FIFA | Campeonato Sudamericano de la CSFS              | Eliminatorias Sudamericanas Mundial Futsal FIFUSA[cita requerida]          |
| América del Sur                        | Liga Evolución de Futsal de CONMEBOL                                  | Sin equivalente                                 | Sin equivalente                                                            |
| Asia                                   | Campeonato Asiático de Futsal                                         | Sin equivalente                                 | Eliminatorias Asiáticas Futsal FIFUSA[cita requerida]                      |
| Europa                                 | Eurocopa de fútbol sala                                               | Sin equivalente                                 | Campeonato Europeo de Futsal de la FEF                                     |
| Oceanía                                | Campeonato de Futsal de la OFC                                        | Sin equivalente                                 | Eliminatorias Oceánicas Mundial Futsal FIFUSA[cita requerida]              |
| Competiciones femeninas                |                                                                       |                                                 |                                                                            |
| Mundial                                | Copa Mundial femenina de fútbol sala de la FIFA                       | Campeonato Mundial Femenino de Futsal de la AMF | Campeonato Mundial Femenino de Futsal de la FIFUSA                         |
| América del Sur                        | Copa América de Futsal Femenina                                       | Campeonato Sudamericano Femenino de la CSFS     | Eliminatorias Sudamericanas Mundial Femenino Futsal FIFUSA[cita requerida] |
| Asia                                   | Campeonato Asiático Femenino de Futsal EN                             | Sin equivalente                                 | Sin equivalente                                                            |
| Europa                                 | Eurocopa Femenina de Fútbol Sala                                      | Futsal Women's European Championship            | Campeonato Europeo Femenino de Futsal de la FEF                            |
| Oceanía                                | Copa de Naciones Femenina de Futsal de la OFC                         | Sin equivalente                                 | Sin equivalente                                                            |

- A nivel olímpico
  - Juegos Olímpicos de la Juventud, reglas FIFA.[22]
  - Juegos de la Lusofonía, reglas FIFA
  - Juegos Panamericanos, reglas FIFA
  - Juegos Mundiales, reglas AMF
  - Juegos Centroamericanos, reglas FIFA
  - Juegos Bolivarianos, reglas FIFA
  - Juegos Sudamericanos, reglas FIFA

### Selecciones juveniles
| Ámbito/región            | FIFA                                                                     | AMF                                           | FIFUSA                                           |
| Competiciones masculinas | Competiciones masculinas                                                 | Competiciones masculinas                      | Competiciones masculinas                         |
| ------------------------ | ------------------------------------------------------------------------ | --------------------------------------------- | ------------------------------------------------ |
| Mundial                  | Sin equivalente                                                          | Campeonato Mundial Sub-20 de Futsal de la AMF | Campeonato Mundial Sub-20 de Futsal de la FIFUSA |
| Mundial                  | Torneo Olímpico Juvenil de Fútbol Sala                                   | Campeonato Mundial Sub-17 de Futsal de la AMF | Campeonato Mundial Sub-18 de Futsal de la FIFUSA |
| Mundial                  | Torneo Olímpico Juvenil de Fútbol Sala                                   | Campeonato Mundial Sub-15 de Futsal de la AMF | Sin equivalente                                  |
| Mundial                  | Sin equivalente                                                          | Campeonato Mundial Sub-13 de Futsal de la AMF | Sin equivalente                                  |
| América del Sur          | Campeonato Sudamericano Sub-20 de CONMEBOL                               | Campeonato Sudamericano Juvenil de la CSFS    | Sin equivalente                                  |
| América del Sur          | Liga Evolución de Futsal de CONMEBOL                                     | Sin equivalente                               | Sin equivalente                                  |
| América del Sur          | Campeonato Sudamericano de Sub-17 de CONMEBOL                            | Sin equivalente                               | Sin equivalente                                  |
| Asia                     | Copa Asiática Sub-20 de la AFC de fútbol sala EN                         | Sin equivalente                               | Sin equivalente                                  |
| Europa                   | Campeonato de Europa de la UEFA Sub-21 de fútbol sala (discontinuado) EN | Sin equivalente                               | Campeonato Europeo Sub-20 de Futsal de la FEF    |
| Europa                   | Campeonato de Europa de la UEFA Sub-19 de fútbol sala EN                 | Sin equivalente                               | Sin equivalente                                  |
| Competiciones femeninas  |                                                                          |                                               |                                                  |
| Mundial                  | Torneo Olímpico Juvenil de Fútbol Sala                                   | Sin equivalente                               | Sin equivalente                                  |
| América del Sur          | Campeonato Sudamericano Sub-20 Femenino de CONMEBOL                      | Sin equivalente                               | Sin equivalente                                  |

### Clubes
| Ámbito/región                          | FIFA                                                                                   | AMF                                                                        | FIFUSA                                   |
| Competiciones masculinas               | Competiciones masculinas                                                               | Competiciones masculinas                                                   | Competiciones masculinas                 |
| -------------------------------------- | -------------------------------------------------------------------------------------- | -------------------------------------------------------------------------- | ---------------------------------------- |
| Mundial                                | Copa Intercontinental de fútbol sala (No reconocido oficialmente por la FIFA)          | Campeonato Mundial de Clubes de Fútbol de Salón                            | Copa Intercontinental de Clubes          |
| América Central, del Norte y el Caribe | Campeonato Futsal de Clubes (CONCACAF)                                                 | Sin equivalente                                                            | Sin equivalente                          |
| América del Sur                        | Copa Libertadores de Futsal                                                            | Copa de las Américas                                                       | Sin equivalente                          |
| América del Sur                        | Sin equivalente                                                                        | Campeonato Sudamericano de la CSFS - Zona Norte                            | Sin equivalente                          |
| América del Sur                        | Sin equivalente                                                                        | Campeonato Sudamericano de la CSFS - Zona Sur                              | Sin equivalente                          |
| Asia                                   | Campeonato de Clubes de Asia (AFC)                                                     | Sin equivalente                                                            | Sin equivalente                          |
| Europa                                 | Liga de Campeones de la UEFA                                                           | Eurocopa de Campeones de Futsal de la AFEFS                                | Liga de Campeones de la FEF              |
| Europa                                 | Recopa de Europa de Fútbol Sala (discontinuado)                                        | Sin equivalente                                                            | Copa de la FEF de Futsal                 |
| Competiciones femeninas                |                                                                                        |                                                                            |                                          |
| Mundial                                | Copa Intercontinental de fútbol sala femenino (No reconocido oficialmente por la FIFA) | Sin equivalente                                                            | Copa Intercontinental Femenina de Clubes |
| América del Sur                        | Copa Libertadores de Futsal Femenina                                                   | Sin equivalente                                                            | Sin equivalente                          |
| Europa                                 | Campeonato de Europa de Clubes de fútbol sala femenino                                 | Champions League Femenina de Futsal de la AMF                              | Liga de Campeones Femenina de la FEF     |
| Competiciones masculinas +38           |                                                                                        |                                                                            |                                          |
| Mundial                                | Sin equivalente                                                                        | Copa Confederaciones de Clubes de Fútbol de Salón AMF Categoría Senior +38 | Sin equivalente                          |

## Torneos nacionales más importantes

### Europa
Torneo con reglas FIFA
- Liga Nacional de fútbol sala de España
- Liga Italiana de Futsal
- Campeonato Kazajistaní de fútbol sala
- Liga Portuguesa de fútbol sala
- Superliga Rusa de Futsal

### Sudamérica
Torneos con reglas AMF/FIFUSA
- Campeonato Argentino de Futsal y División de Honor de Futsal
- Campeonato Argentino de Futsal Femenino
- Copa Profesional de Microfútbol y Superliga de Microfútbol
- Copa Profesional de Microfútbol Femenina
- Campeonato Nacional de Fútbol de Salón y Copa División Nacional de Fútbol de Salón del Paraguay
- Campeonato Nacional Femenino de Fútbol de Salón
- Torneo Nacional de Fútbol de Salón

Torneos con reglas FIFA
- Campeonato de Futsal AFA
- Campeonato Brasileño de Futsal
- Liga Colombiana de Futsal
- Liga Nacional de Futsal
- Liga Premium de Futsal
- Liga FUTVE Futsal 1

### Asia
Torneo con reglas FIFA
- Iranian Futsal Super League
- F. League
- Thailand Futsal League

### El caso italiano
En 1987, un grupo de accionistas de Milán encabezados por Giovanni Conticcini fundaron la A.I.F.S. (Asociación Italiana de Fútbol Sala), que después del reconocimiento por parte del Movimiento Europeo Popular, en 1988, cambió con acto notarial su denominación en Federación Italiana de Futsal (FIFS) por voluntad del nuevo presidente Giovanni Caminiti. En el mismo año la FIFS llegó a ser reconocida por la FIFUSA (el organismo internacional de fútbol sala, acrónimo del portugués Federação Internacional de Fútbol Salão) y es una de las federaciones fundadoras de la federación UEFS (Unión Europea de Futsal).
En 1991, llegó nada menos que a organizar el Campeonato Mundial de futsal de la AMF en Milán y en 1992 participó en el Campeonato de Europa organizado en Oporto (Portugal) por la vieja UEFS español. En 1994 participó por última vez en una Copa del Mundo organizada por la FIFUSA, obteniendo un resultado decepcionante: se clasificó en la última posición.
Por lo que respecta a las competiciones de los clubes, la FIFS inscribió a la Copa de Campeones para Clubes a los equipos que ganaban la liga nacional del 1988 al 1998: en la edición del 1991 la A.S. Milano se clasificó séptima, en 1992 y en 1993 la G.S. Danypel Millano llegó a la misma clasificación, mientras en 1995 la Sporting Turro terminó el torneo en la octava posición.
Al final de los años Noventa, debido a graves problemas de salud del presidente Caminiti, la Federación dejó de hacer actividad agonista y se mantuvo latente hasta el verano de 2009 cuando, con la llegada de Axel Paderni, retomó la actividad deportiva.
En 2009, se afilió a la Asociación Liga Mundial de Futsal, fundada en Suiza con la finalidad de salvaguardar y promover el futsal en el mundo, empeñándose en hacerlo practicar a un número mayor de atletas. Tomaron parte 15 países: Bolivia, Brasil, Ecuador, Egipto, El Salvador, Francia, Alemania, Italia, Marruecos, Nigeria, Perú, Mónaco, Principado de Seborga, Suiza, Túnez. Pero la historia de esta asociación duraría solo tres años: en septiembre de 2012, después del desenvolvimiento de la Copa Mediterránea Europea en Imperia (Italia), se decretó su disolución.